# Mysmena phyllicola
Mysmena phyllicola är en spindelart som först beskrevs av Marples 1955.  Mysmena phyllicola ingår i släktet Mysmena och familjen Mysmenidae. Inga underarter finns listade i Catalogue of Life.